# Gastão Salsinha
Leutnant Gastão Salsinha (* 1974 (?) in der Gemeinde Ermera, Portugiesisch-Timor) ist ein Soldat aus Osttimor, der zusammen mit etwa 600 anderen Soldaten der Verteidigungskräfte Osttimors F-FDTL (fast der Hälfte der Armee) im Frühjahr 2006 Fahnenflucht beging und damit die schwersten Unruhen im Lande seit der Unabhängigkeit von 2002 mit auslöste.

## Werdegang
Während der Besetzung Osttimors durch Indonesien zwischen 1975 und 1999 kämpfte Salsinha in der FALINTIL gegen die Besatzer. In der neu gegründeten Armee wurde er nach der Wiedererlangung der Unabhängigkeit 2002 Leutnant und von der australischen Armee ausgebildet. Von einem Lehrgang zum Hauptmann wurde er abgezogen, nachdem Salsinha beim Schmuggel von Sandelholz verhaftet worden war.
Salsinha ist eine der führenden Personen der Colimau 2000, einer Organisation mit politischen und religiösen Zügen im Westen des Landes, der auch kriminelle Tätigkeiten und Beteiligung an den Unruhen von 2006 nachgesagt werden. Unter den Mitgliedern finden sich viele FALINTIL-Veteranen. Colimau 2000 ist eine der größten von mehreren solchen Gruppierungen in Osttimor. Der damalige Parlamentsabgeordnete Leandro Isaac berichtet, Salsinha wäre eine Art „Bischof“ der Colimau 2000.

## Unruhen von 2006
Soldaten aus dem Westteil des Landes hatten sich bereits im Januar 2006 in einer Petition an den damaligen Staatspräsidenten Xanana Gusmão über Diskriminierungen der Kaladi (Einwohner des westlichen Landesteiles Osttimors) beschwert. Im Februar desertierten schließlich die sogenannten Petitioners. Gastão Salsinha übernahm die Führung der Soldaten, die von Premierminister Alkatiri entlassen wurden. Die Petitioners demonstrierten zunächst gegen die Entlassung, doch der friedliche Protest schlug in Gewalt um. Es kam zu Kämpfen mit der F-FDTL, Häuser wurden niedergebrannt und es gab Tote. Anfang Mai schloss sich der ehemalige Freiheitskämpfer und Volksheld Major Alfredo Alves Reinado den Petitioners an und übernahm die Führung von Salsinha. Der Konflikt eskalierte weiter, kriminelle Banden begannen zu plündern und zu brandschatzen, am Ende waren mindestens 37 Menschen ums Leben gekommen und 155.000 aus ihren Häusern geflohen. Der Premierminister trat zurück. Eine von Australien geführte Militärtruppe (International Stabilization Force) und eine UN-Polizeimission (UNMIT) übernahmen die Sicherung der öffentlichen Ordnung.
Die Rebellen gaben zunächst in einer Zeremonie ihre Waffen ab, kurz darauf wurde ihr Anführer Reinado aber wegen unerlaubtem Waffenbesitz festgenommen. Ihm gelang der Ausbruch aus dem Gefängnis und zusammen mit Salsinha und mehreren Petitioners gingen sie in die Berge in den Untergrund. Ein Versuch durch eine australische Spezialeinheit, die Rebellen in Same festzunehmen, scheiterte. Seitdem versuchten Staatspräsident José Ramos-Horta und der jetzige Premierminister Xanana Gusmão durch Verhandlungen den Konflikt zu lösen.

## Das Attentat vom 11. Februar 2008
Am 11. Februar 2008 verübte Reinado mit mehreren Anhängern einen Angriff auf das Wohnhaus von Ramos-Horta in der Landeshauptstadt Dili. Reinado und ein weiterer Rebell wurden getötet, Ramos-Horta schwer verletzt. Eine Stunde später wurden auch das Haus von Gusmão und er selbst in seiner Wagenkolonne beschossen. Er entkam unverletzt. Für den Überfall auf die Wagenkolonne wird Salsinha verantwortlich gemacht. In Interviews am Telefon bestritt er die Vorwürfe. „Hätten wir einen Hinterhalt auf den Premierminister vorgehabt, wäre er nicht entkommen“, erklärte Salsinha der BBC. Außerdem hätte nicht Reinado angefangen zu schießen, sondern die Präsidentenwache.
Leutnant Salsinha erklärte sich zum neuen Chef der Rebellen, während nach ihm mit einem Haftbefehl gesucht wurde. Er drohte, im Falle des Versuchs einer Festnahme sich zur Wehr zu setzen.
Er versteckte sich in Ermera, doch am 29. April 2008 ergab sich Salsinha schließlich zusammen mit elf weiteren Rebellen den Behörden und übergab Oberstleutnant Filomeno Paixão seine Waffen.
Am 3. März 2010 wurde Salsinha aufgrund seiner Teilnahme am Überfall auf Premierminister Gusmão zu einer Haftstrafe von zehn Jahren und acht Monaten verurteilt. Am 24. August 2010 wurde Salsinha von Präsident Ramos-Horta begnadigt.